# 니가타시 미술관
니가타시 미술관(新潟市美術館 니가타시비주쓰칸[*])은 일본 니가타현 니가타시에 있는 미술관이다.